# Pat Gelsinger
Patrick Paul Gelsinger (/ˈɡɛlsɪŋɡər/; 5 de marzo de 1961) es un ejecutivo de negocios e ingeniero estadounidense, conocido por haber sido CEO de Intel.
Radicado principalmente en Silicon Valley desde finales de la década de 1970, Gelsinger se graduó de la Universidad de Stanford con una maestría en ingeniería en 1985 y fue el arquitecto principal del microprocesador i486 de Intel en la década de 1980. Fue CTO de Intel desde 2001 hasta 2009. Dejó Intel en 2009 y fue CEO de VMware y presidente y director de operaciones (COO) en EMC, antes de regresar a Intel como CEO en 2021.

## Infancia y educación
Gelsinger fue criado en granjas familiares por sus padres, June y Paul Gelsinger, en la zona rural de Robesonia, en una región Amish y Menonita de Pensilvania. Cuando era adolescente, obtuvo una puntuación alta en un examen de tecnología electrónica de Lincoln Tech, lo que le permitió ganar una beca de admisión anticipada. Luego, se saltó su último año en la escuela secundaria Conrad Weiser y dejó su hogar a los 16 años para ir a la universidad. Allí completó el resto de los créditos de la escuela secundaria para graduarse y trabajó como técnico en WFMZ-TV Canal 69, mientras obtenía un título asociado de Lincoln Tech en West Orange, Nueva Jersey, en 1979.

## Carrera

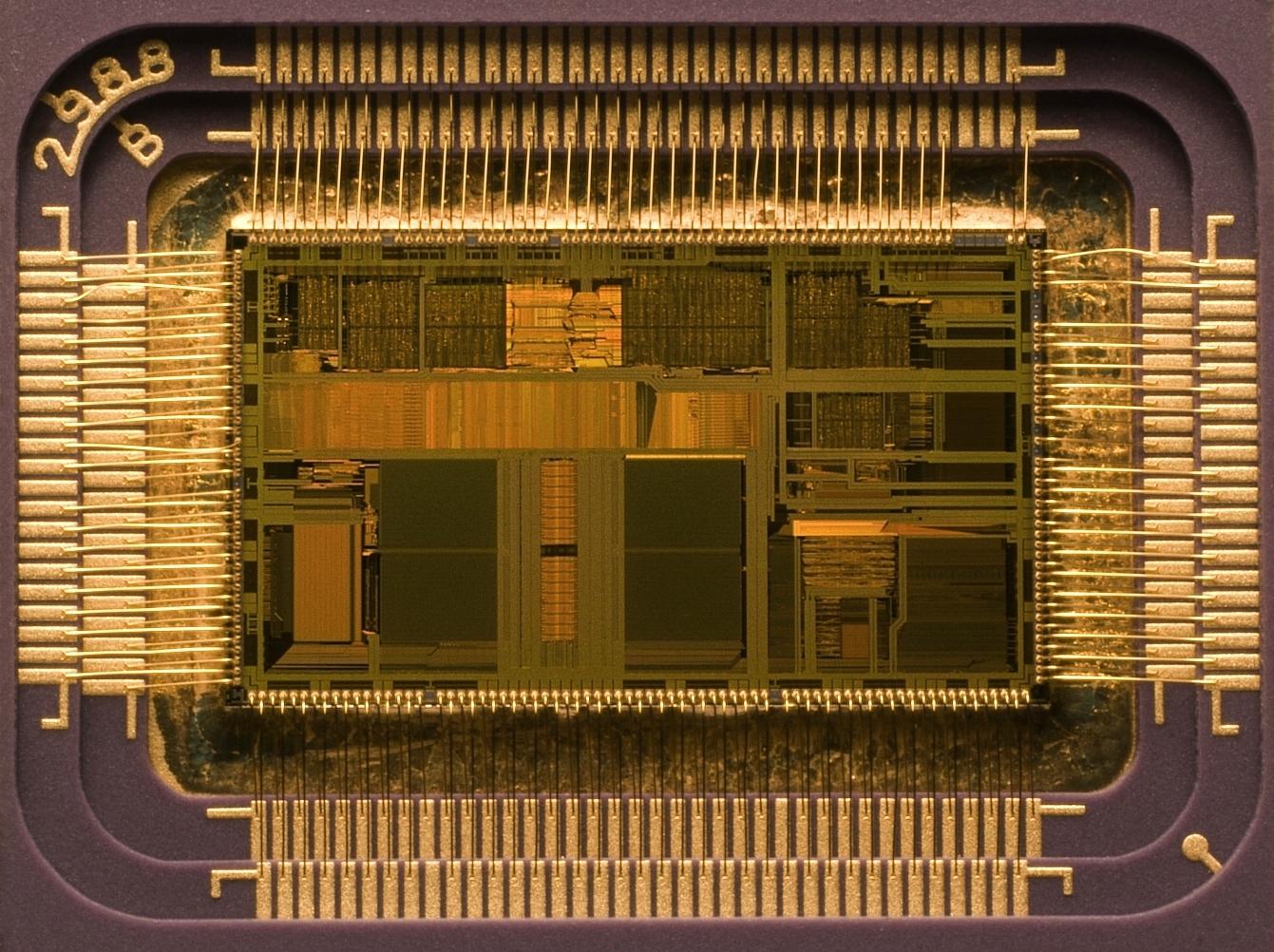
Un microprocesador Intel 486DX2 que utiliza la arquitectura 80486 diseñada por Gelsinger en la década de 1980

Gelsinger se unió a Intel por primera vez a los 18 años, en 1979, justo después de obtener un título asociado de Lincoln Tech. Pasó gran parte de su carrera con la compañía en Oregón, donde aún mantiene una residencia. En 1987, coescribió su primer libro sobre la programación del microprocesador 80386. Gelsinger fue el arquitecto principal del procesador 80486 de cuarta generación, que se introdujo en 1989. A los 32 años, fue nombrado el vicepresidente más joven en la historia de Intel. Bajo la mentoría del CEO de Intel, Andrew Grove, Gelsinger se convirtió en el Director de Tecnología (CTO) de la compañía en 2001, liderando desarrollos tecnológicos clave, incluyendo Wi-Fi, USB, los procesadores Intel Core e Intel Xeon, y 14 proyectos de chips. También lanzó la conferencia Intel Developer Forum como un contrapeso al WinHEC de Microsoft.
En septiembre de 2009, dejó Intel para unirse a EMC como presidente y director de operaciones.  En 2012, se convirtió en el CEO de VMware .  
Gelsinger se reincorporó a Intel como su nuevo director ejecutivo el 15 de febrero de 2021, después de haber tenido una carrera de 30 años en la empresa en varios roles de ingeniería técnica y liderazgo.   Esto se produjo después de que su más reciente inversor activista , Third Point Management, presionó para una reorganización debido a la caída de los precios de las acciones. Gelsinger lidera la corrección del rumbo de Intel, incluida la construcción de dos plantas de fabricación (fabs) en Arizona por 20 mil millones de dólares para su expansión planificada.     Los medios de comunicación informaron de respuestas positivas al nombramiento de Gelsinger y atribuyeron a la decisión el aumento de los precios de las acciones de Intel de casi un 8%.   El 23 de marzo de 2021, las acciones de Intel subieron más del 6% tras las declaraciones de Gelsinger sobre la estrategia de la empresa. 
En mayo de 2021, Gelsinger fue entrevistado por Lesley Stahl de 60 Minutes . Gelsinger afirmó que Intel planea alcanzar al fabricante de chips taiwanés TSMC y al fabricante de chips coreano Samsung en los próximos cinco años. Anunció una modernización planificada de la fábrica de Intel en Nuevo México, valorada en tres mil quinientos millones de dólares. 
En marzo de 2022, Gelsinger anunció personalmente el inicio de una fábrica completamente nueva construida por aproximadamente $ 20 mil millones cerca de Magdeburgo, Sajonia-Anhalt, Alemania, para emplear a 7,000 personas durante los trabajos de construcción y 3,000 personas en trabajos de producción en 2027. 

## Honores y nombramientos
Fue nombrado Fellow del Instituto de Ingenieros Eléctricos y Electrónicos (IEEE) en 2008 y es director de la Asociación de la Industria de Semiconductores (SIA). Además, es miembro del Comité Asesor de Telecomunicaciones para la Seguridad Nacional (NSTAC).
Gelsinger posee ocho patentes de diseño, desarrolladas para comunicaciones, arquitectura informática y diseño VLSI .  
En 2021, Gelsinger fue nombrado miembro del Consejo de Asesores de Ciencia y Tecnología del presidente Joe Biden . En este puesto, asesoró a Biden sobre la escasez de chips y abogó por la aprobación de la Ley CHIPS y Ciencia . Gelsinger fue invitado al discurso sobre el Estado de la Unión de Biden en marzo de 2022.  Biden se ha pronunciado a favor de la inversión de Intel en plantas de fabricación en Estados Unidos y ha visitado junto a Gelsinger la instalación de 20.000 millones de dólares prevista en Ohio . 

### Honores
En octubre de 2021, Gelsinger fue incluido en la Sociedad de Cambiadores del Mundo de la Universidad Wesleyana de Indiana . Mientras hablaba en el campus, recibió un doctorado honorario en ciencias y un busto de bronce de Gelsinger fue colocado en la rotonda de la biblioteca de la universidad. En 2022, recibió un Doctorado honorario en Ingeniería de la Universidad Estatal de Ohio . 

## Vida personal
Gelsinger y su esposa Linda  son cristianos  que "apoyan múltiples causas valiosas", incluido el patrocinio de equipos médicos de socorro en casos de desastre .  En 2013, Gelsinger cofundó Transforming the Bay with Christ (TBC), una coalición de líderes empresariales, capitalistas de riesgo, líderes de organizaciones sin fines de lucro y pastores que tiene como objetivo convertir a un millón de personas durante la próxima década.   Ayudó a establecer la institución cristiana del área de Sacramento, la Universidad William Jessup, de la que también recibió un doctorado honorario.  Gelsinger y su esposa tienen 4 hijos. 